# Heckscher Museum of Art

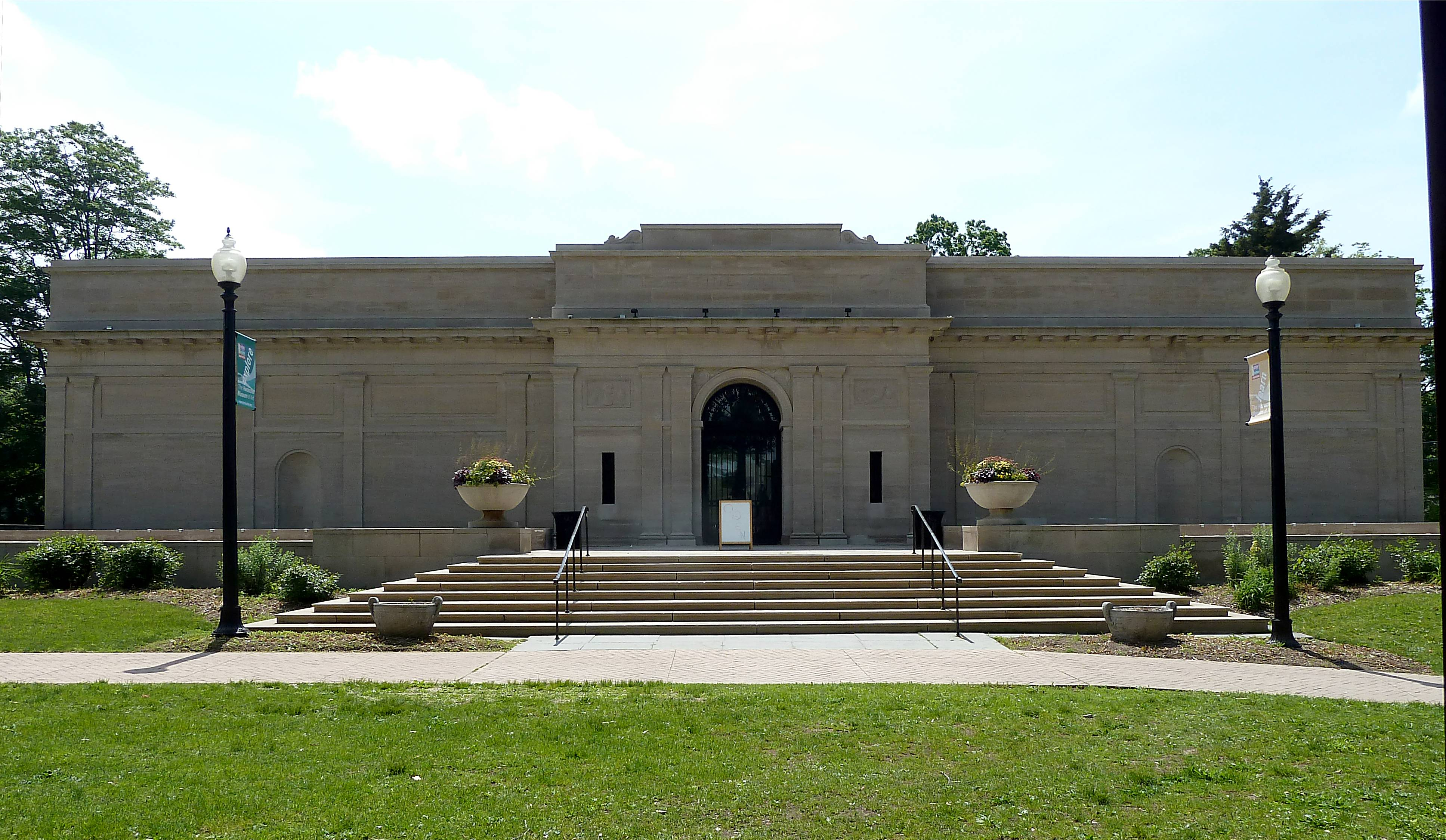
Heckscher Museum of Art, Haupteingang

Das Heckscher Museum of Art ist ein Kunstmuseum in Huntington auf Long Island im Bundesstaat New York.

## Geschichte
Der New Yorker, deutschstämmige Industrielle, Grundstücksentwickler und Wohltäter August Heckscher gründete das Museum 1920 im Heckscher Park in Huntington auf Long Island, ließ das Museumsgebäude im Sinne der Beaux-Arts-Architektur errichten und stattete es mit 185 Kunstwerken aus seiner eigenen Sammlung aus. Das Geldvermögen der von Heckscher eingerichteten Stiftung ging in der Weltwirtschaftskrise verloren, sodass die Stadt Huntington das Museum übernahm.
Seit 1957 ist eine von der Stadt unabhängige Stiftung für das Museum zuständig. Seit dieser Zeit konnte das Museum seine Sammlungen weiter ausbauen. 2001 wuchs der Bestand um eine große Anzahl von Gemälden und Zeichnungen US-amerikanischer Künstler durch eine Schenkung von Ronald G. Pisano und D. Frederick Baker.
Ein Erweiterungsbau sollte 2005 durch den Verkauf des Gemäldes von George Grosz Sonnenfinsternis aus dem Jahre 1926 für 19 Millionen US-$ finanziert werden. Aufgrund des öffentlichen Protests gegen den Verkauf wurden die Pläne gestoppt. 2008 konnte eine neun Monate dauernde Grundrenovierung des Gebäudes erfolgen.

## Bestand
Das Museum beherbergt heute über 2.100 Kunstwerke aus den letzten 500 Jahren, zu denen ein Gemälde von Lucas Cranach dem Älteren aus dem Jahre 1534 zählt. Schwerpunkte der Sammlung sind US-amerikanische Landschaftsmalerei aus dem 19. und 20. Jahrhundert und Werke von Künstlern aus Long Island, ferner US-amerikanische und europäische Moderne Kunst sowie Fotografie.

## Ausstellungen
- 1973: The Poetry of Moonlight 1880 - 1890.
- 1984: Richard Anuszkiewicz.
- 2016: The Magical Art of Gary Erbe.